# Харланова Анастасія Костянтинівна
Анастасія Костянтинівна Харланова (нар. 22 жовтня 1992, Гомель, Білорусь) — білоруська футболістка, яка грає на позиції півзахисниця та нападниця клубу «Мінськ».

## Життєпис
У футбол прийшла у віці 14 років. Вихованка Гомельської СДЮШОР № 8. Виступала в 2011-2012 роках за ЖФК «Гомель», в складі команди СДЮШОР вийшла в півфінал Кубку Білорусі та була визнана найкращим гравцем команди в 2012 році. Виступала в 2013-2015 роках за ЖФК «Мінськ». З мінською командою стала тричі чемпіонкою Білорусі, тричі володаркою Кубку Білорусі та двічі володаркою Суперкубка Білорусі (2014, 2015). Виступала в польських клубах, з 2019 року грала за РДУОР.
У складі збірної Білорусі з 2012 року, грала у відбірковому турнірі до чемпіонату світу 2015 року. Позувала для афіші матчу 14 червня 2014 року проти Англії в рамках відбору до чемпіонат світу 2015 року. Переможниця розіграшу Кубку Балатону 2016 року.

## Досягнення
«Мінськ»
- Чемпіонат Білорусі
  -  Чемпіон (2): 2013, 2014

- Кубок Білорусі
  -  Володар (2): 2013, 2014

- Суперкубок Білорусі
  -  Володар (1): 2014